# Vlk beringský
Vlk beringský je vyhynulá forma vlka, který žil v době ledové. Obýval oblasti dnešní Aljašky, Yukonu a severního Wyomingu. Někteří z těchto vlků přežili až do holocénu. Vlk beringský je ekomorfem vlka obecného (byl přizpůsoben poněkud jiné ekologické situaci než „klasický“ vlk) a byl komplexně studován s využitím řady vědeckých technik, což přineslo nové informace o druzích jejich kořisti a chování při krmení. 

## Systematika
Bylo zjištěno, že tito vlci jsou morfologicky i geneticky odlišní od moderních severoamerických vlků. Žádný z 16 mtDNA haplotypů získaných z 20 zkoumaných vzorků (jedinců) vyhynulého vlka beringského není sdílen ani jedním současným severoamerickým vlkem. Geneticky blíže má k eurasijským poddruhům vlka obecného. Vůči jiným formám vlka obecného je vlk beringský bazálním kladem s výjimkou indických a himálajských vlků. Beringský vlk nemá klasifikaci poddruhů a jeho vztah s evropským jeskynním vlkem (Canis lupus spelaeus) není vyjasněný.

## Popis
Beringský vlk byl přibližně stejně veliký jako současný vlk černý (příp. yukonský; Canis lupus pambasileus) a jiní pozdně pleistocenní vlci. Byl však robustnější a měl silnější čelisti a zuby, širší patro a v poměru k lebce větší třenové zuby. Beringský vlk byl zároveň srovnatelný s pravlkem (Canis dirus). Ten však obýval jižnější oblasti a měl robustnější lebku a chrup. Adaptace lebky a chrupu umožňovala beringskému vlku vyvíjet poměrně velkou sílu při skusu, aby mohl požírat velkou kořist - pleistocenní megafaunu. Mezi jeho nejčastější kořist patřili koně, bizoni stepní, karibu, mamuti a tuři druhu Bootherium bombifrons. V roce 2018 by oznámen objev subfosilní mršiny štěněte tohoto vlka z yukonského permafrostu.

## Paleoekologie
Beringský vlk vyhynul koncem doby ledové, a to kvůli ztrátě chladných a suchých podmínek a vyhynutí velké části kořisti. Vyhynutí jeho kořisti je připisováno vlivu změny klimatu, konkurenci s jinými druhy (včetně lidí), případně obou faktorů zároveň. Ostatky starých vlků s podobnými lebkami a zuby byly nalezeny v západní Beringii (severovýchod Sibiře). Studie z roku 2016 ukázala, že někteří vlci, kteří v té době žiji v odlehlých oblastech Číny a Molgolska sdílejí společného mateřského předka s exemplářem vlka beringského.